# 比良 (名古屋市)
比良（ひら）は、愛知県名古屋市西区の地名。現行行政地名は比良一丁目から比良四丁目。また、山田町に大字比良が残存する。住居表示未実施。

## 地理
名古屋市西区北東部に位置する。比良一丁目から比良四丁目については、東から北は山田町大字比良、西は清里町・砂原町・花原町・宝地町に接する。
山田町大字比良については、新川および新地蔵川の河川敷に残存するのみで、東は北区、南は山田町大字大野木、北は北名古屋市に接している。

## 歴史

### 町名の由来
『尾張国地名考』によれば、平らな場所を意味する地名である。

### 沿革

#### 山田町大字比良
- 西春日井郡比良村を前身とする。
- 1889年（明治22年）10月1日 - 西春日井郡比良村となる。
- 1906年（明治39年）7月16日 - 西春日井郡山田村大字比良となる[4]。
- 1955年（昭和30年）10月1日 - 名古屋市西区編入に伴い、同区山田町大字比良となる[4]。
- 1981年（昭和56年）1月11日 - 山田町大字大野木の一部を編入する[4]。また、花原町・宝地町・玉池町・二方町・大野木五丁目・山田町大字大野木にそれぞれ編入される[5]。

#### 比良一丁目～比良四丁目
- 1962年（昭和37年）1月30日 - 比良土地区画整理組合の設立が認可される[6]。
- 1981年（昭和56年）1月11日 - 比良一丁目が山田町大字大野木および山田町大字比良の各一部により、比良二丁目から比良四丁目が山田町大字比良の一部によりそれぞれ成立する[4]。

## 世帯数と人口
2019年（平成31年）2月1日現在の世帯数と人口は以下の通りである。
| 丁目       | 世帯数    | 人口    |
| ---------- | --------- | ------- |
| 比良一丁目 | 549世帯   | 1,266人 |
| 比良二丁目 | 469世帯   | 1,206人 |
| 比良三丁目 | 511世帯   | 1,129人 |
| 比良四丁目 | 570世帯   | 1,349人 |
| 計         | 2,099世帯 | 4,950人 |

### 人口の変遷
国勢調査による人口の推移
| 2000年（平成12年） | 4,840人 | [ WEB 7 ]  |  |
| 2005年（平成17年） | 4,769人 | [ WEB 8 ]  |  |
| 2010年（平成22年） | 4,764人 | [ WEB 9 ]  |  |
| 2015年（平成27年） | 4,817人 | [ WEB 10 ] |  |

## 学区
市立小・中学校に通う場合、学校等は以下の通りとなる。また、公立高等学校に通う場合の学区は以下の通りとなる。
| 丁目       | 番・番地等 | 小学校               | 中学校                 | 高等学校 |
| ---------- | ---------- | -------------------- | ---------------------- | -------- |
| 比良一丁目 | 全域       | 名古屋市立比良小学校 | 名古屋市立山田東中学校 | 尾張学区 |
| 比良二丁目 | 全域       | 名古屋市立比良小学校 | 名古屋市立山田東中学校 | 尾張学区 |
| 比良三丁目 | 全域       | 名古屋市立比良小学校 | 名古屋市立山田東中学校 | 尾張学区 |
| 比良四丁目 | 全域       | 名古屋市立比良小学校 | 名古屋市立山田東中学校 | 尾張学区 |

## 交通
- 国道302号（名古屋環状2号線）（名古屋第二環状自動車道）[3]
- JR東海交通事業城北線[3]

## 施設

### 比良一丁目
- 境公園[2]

0.26ヘクタールの都市公園。1973年（昭和48年）3月29日開園。

### 比良二丁目
- 比良小学校[2]
- 比良すみれ保育園[2]

- 名古屋市立比良小学校

### 比良三丁目
- 名古屋比良郵便局[2]
- 愛知県警察西郵便局比良交番[2]

1887年（明治20年）設置。1966年（昭和41年）4月8日、比良駐在所から比良派出所と改称。
- 宮裏公園[2]

0.29ヘクタールの都市公園。1971年（昭和46年）8月1日開園。
- 天神公園[2]

0.17ヘクタールの都市公園。1971年（昭和46年）8月1日開園。
- 曹洞宗光通寺[2]

山号を長寿山と号する。創建は寛永2年6月、佐々成城によるという。本尊として十一面観世音を祀る。
- 六所神社[2]

伊弉諾尊・伊弉冉尊・大日孁尊・素戔嗚尊・月読尊・蛭子尊の6柱を祭神とする旧村社。1919年（大正8年）4月10日に境内社の津島社、字飛多野の非多神社、字安野市場の山神社、師勝村字久地野の無格社を合祀している。したがって、境内には非多神社・山神社・大江社が鎮座している。例祭は10月1日という。また、比良公民館もおかれている。
- 天神公園
- 光通寺

### 比良四丁目
- 石原公園[2]

0.22ヘクタールの都市公園。1971年（昭和46年）8月1日開園。
- 浄土宗西山禅林寺派西定寺[2]

山号は金清山と号する。永禄年間の創建で、阿弥陀如来を本尊とする。

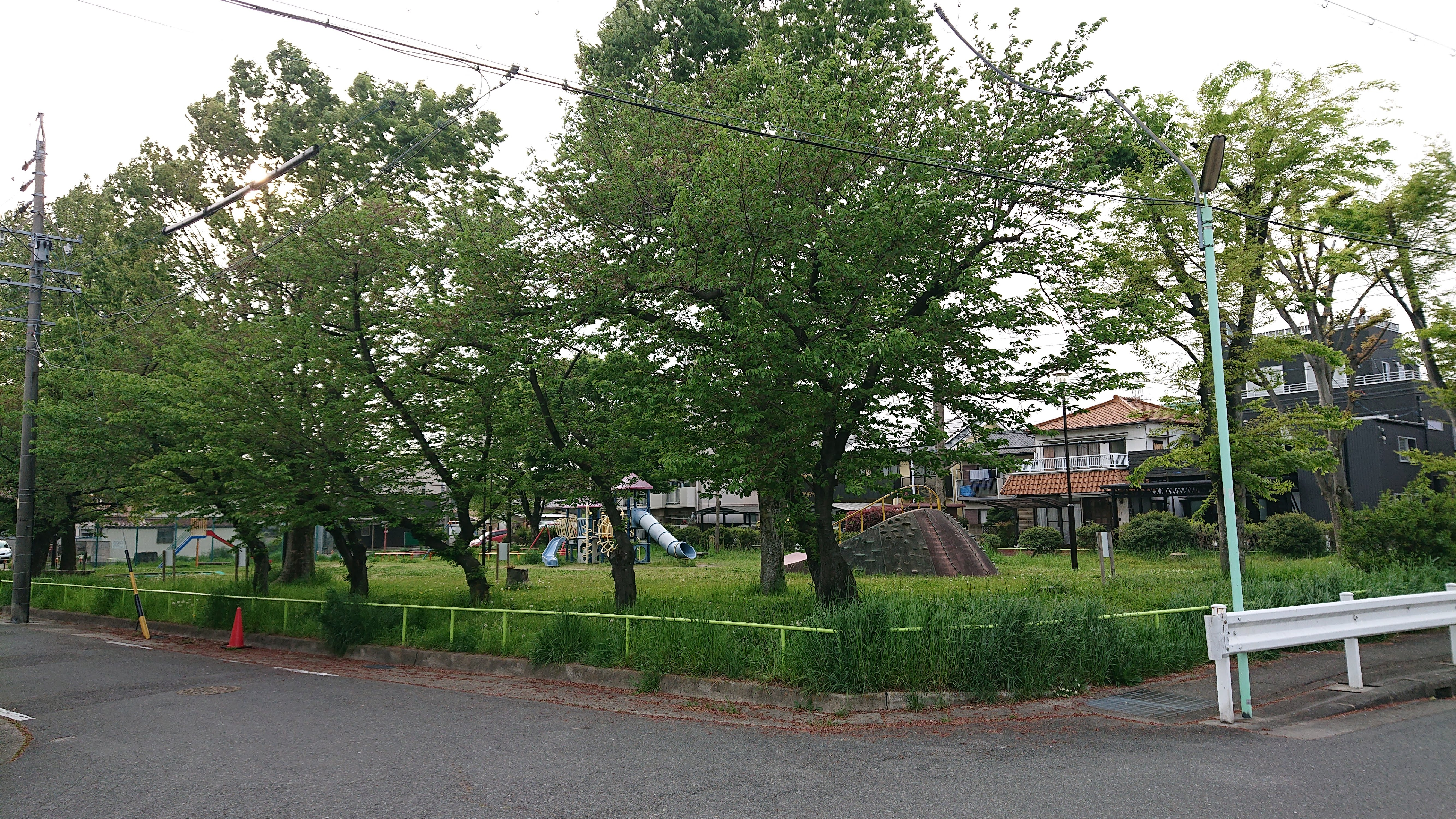
石原公園
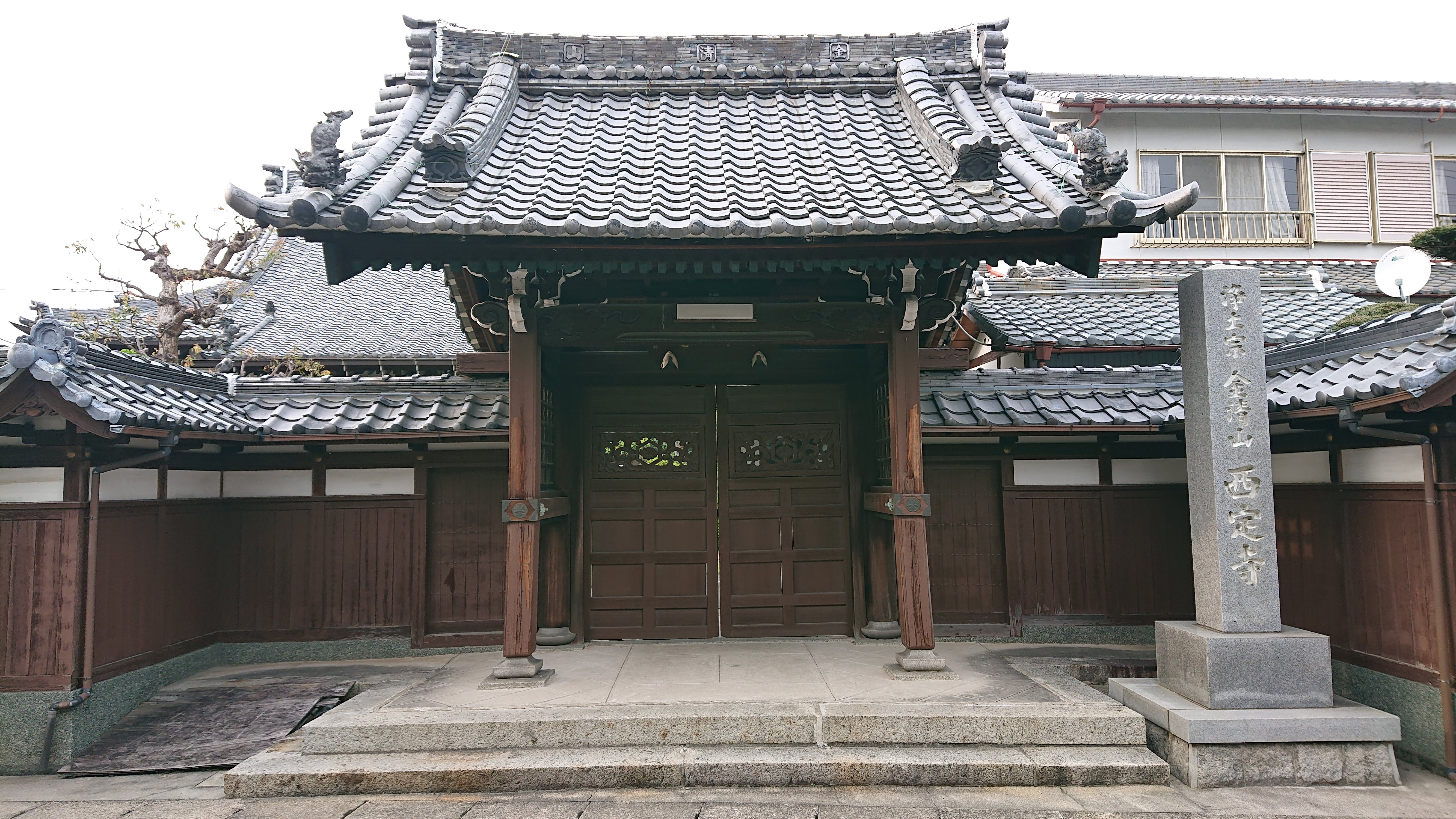
西定寺

### 山田町大字比良
- 蛇池公園[1]
- 蛇池竜神社[1]

## その他

### 日本郵便
- 郵便番号 : 452-0802[WEB 3]（集配局：名古屋西郵便局[WEB 13]）。

### WEB
1. ↑  “愛知県名古屋市西区の町丁・字一覧”.   人口統計ラボ. 2018年11月8日閲覧。
2. 1 2  “町・丁目(大字)別、年齢(10歳階級)別公簿人口(全市・区別)”.   名古屋市 (2019年2月20日). 2019年3月10日閲覧。
3. 1 2  “郵便番号”.  日本郵便. 2019年3月10日閲覧。
4. ↑  “市外局番の一覧”.   総務省. 2019年1月6日閲覧。
5. ↑  “住所コード検索”. 自動車登録関係コード検索システム.  国土交通省. 2018年10月29日閲覧。
6. 1 2  名古屋市役所市民経済局地域振興部住民課町名表示係 (2015年10月21日). “西区の町名一覧”.   名古屋市. 2017年10月7日閲覧。
7. ↑  名古屋市役所総務局企画部統計課統計係 (2005年7月1日). “（刊行物）名古屋の町(大字)・丁目別人口 (平成12年国勢調査) 西区” (xls). 2017年10月8日閲覧。
8. ↑  名古屋市役所総務局企画部統計課統計係 (2007年6月29日). “平成17年国勢調査　名古屋の町(大字)別・年齢別人口 西区” (xls). 2017年10月8日閲覧。
9. ↑  名古屋市役所総務局企画部統計課統計係 (2012年6月29日). “平成22年国勢調査　名古屋の町(大字)別・年齢別人口 西区” (xls). 2017年10月8日閲覧。
10. ↑  名古屋市役所総務局企画部統計課統計係 (2017年7月7日). “平成27年国勢調査　名古屋の町(大字)別・年齢別人口” (xls). 2017年10月8日閲覧。
11. ↑  “市立小・中学校の通学区域一覧”.   名古屋市 (2018年11月10日). 2019年1月14日閲覧。
12. ↑  “平成29年度以降の愛知県公立高等学校（全日制課程）入学者選抜における通学区域並びに群及びグループ分け案について”.   愛知県教育委員会 (2015年2月16日). 2019年1月14日閲覧。
13. ↑  郵便番号簿 平成29年度版 - 日本郵便. 2019年03月10日閲覧 (PDF)

### 文献
1. 1 2 3 4  「角川日本地名大辞典」編纂委員会 1989, p. 1510.

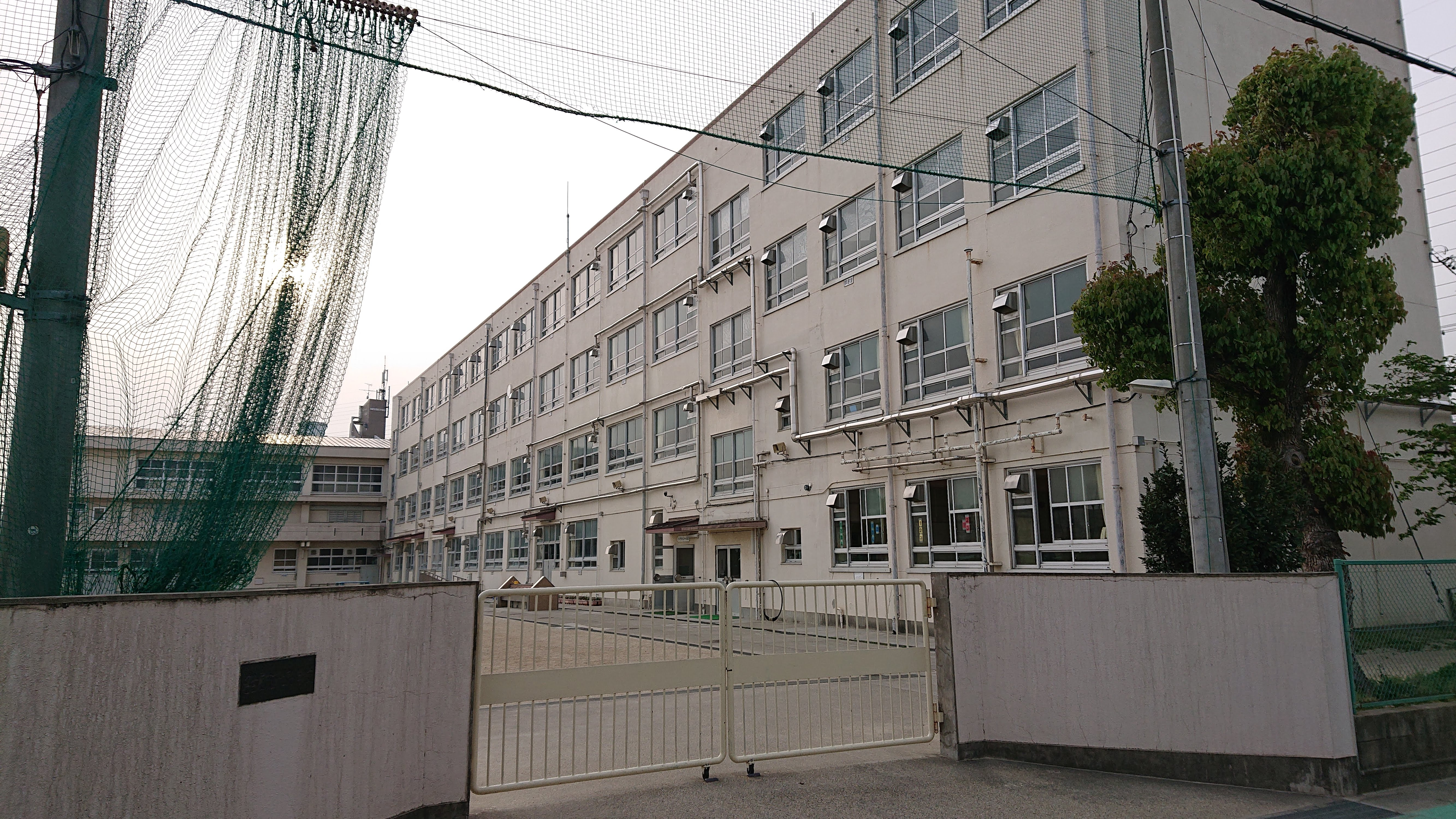
名古屋市立比良小学校

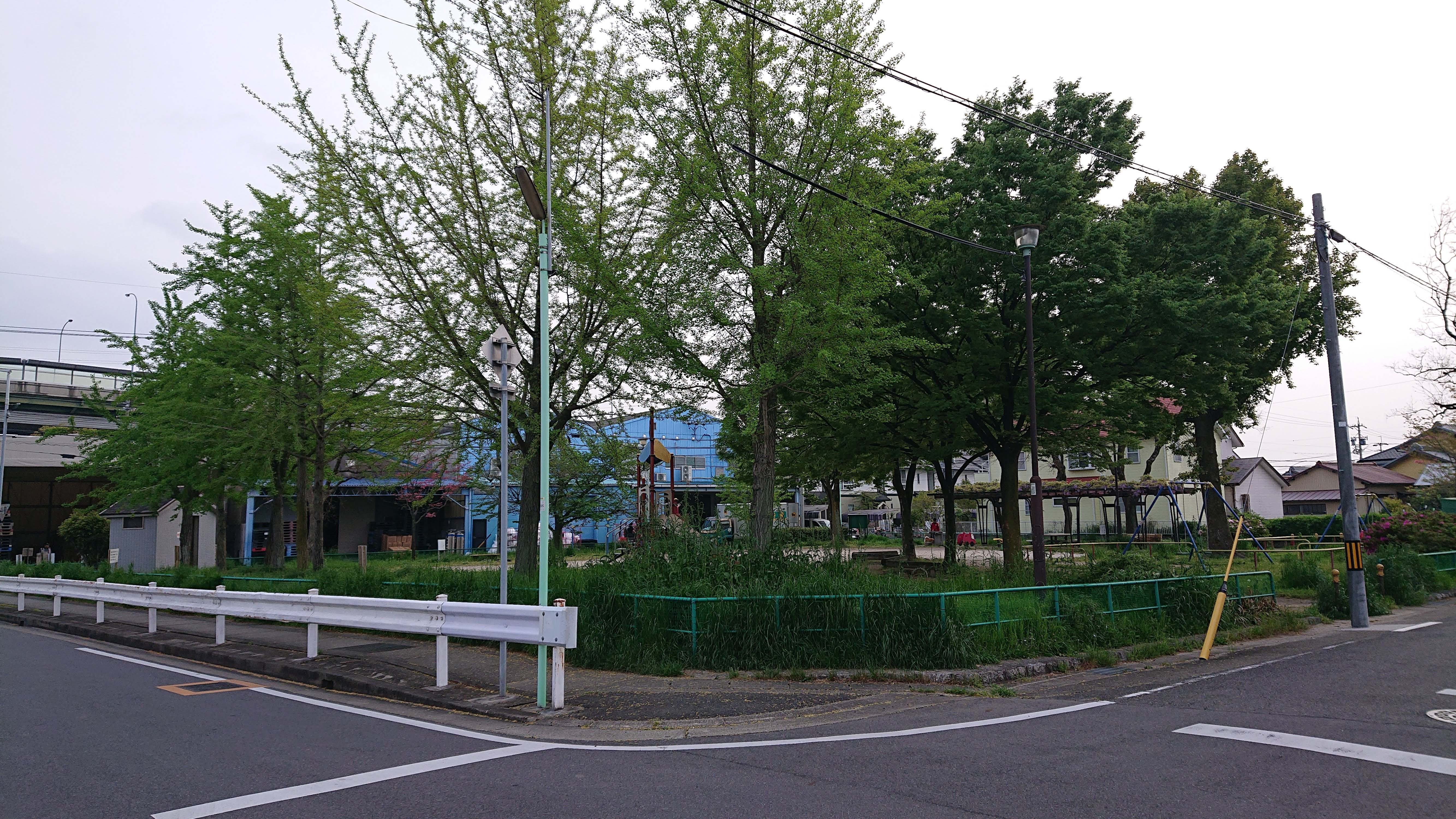
天神公園
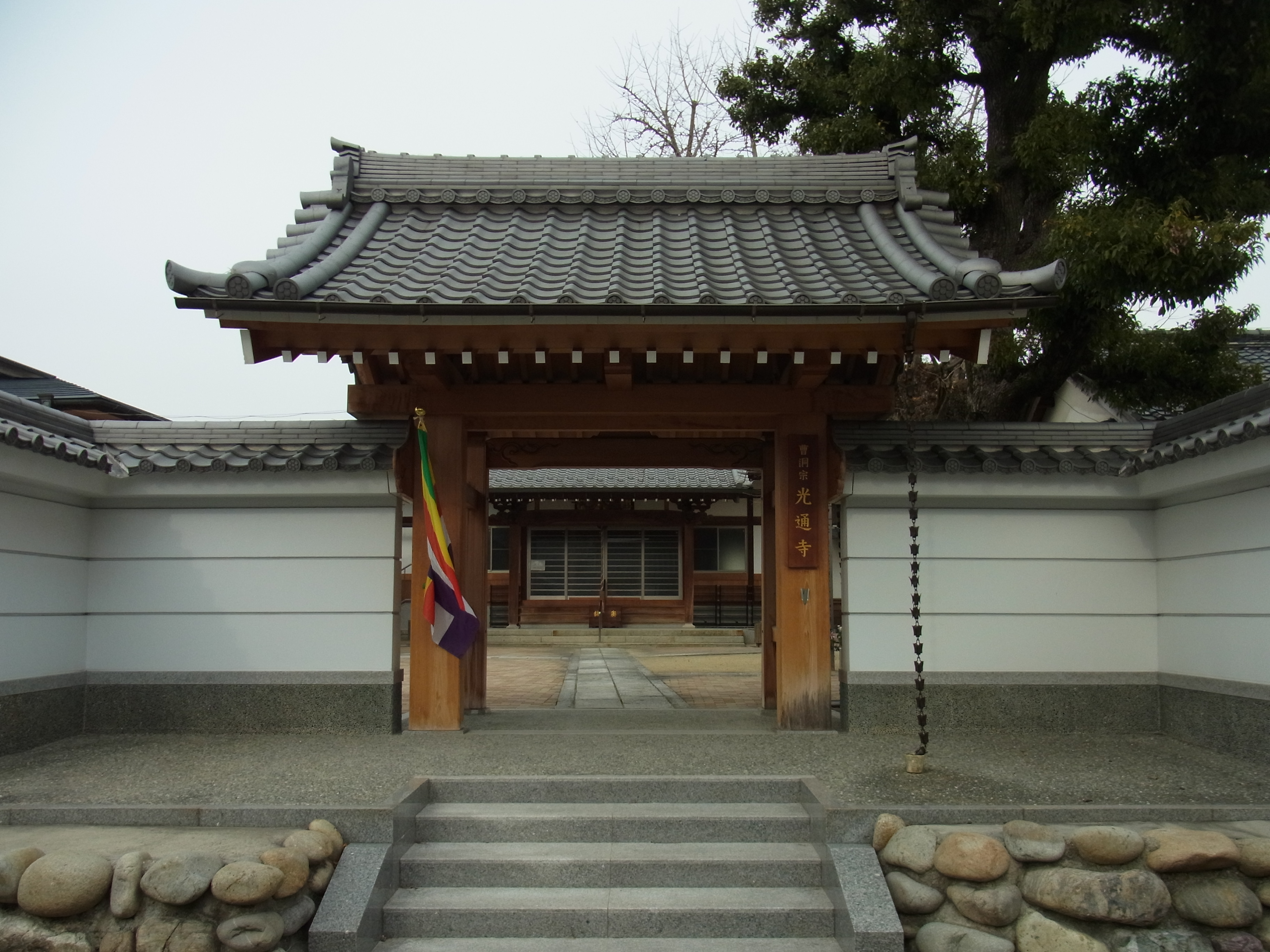
光通寺

2. 1 2 3 4 5 6 7 8 9 10 11 12 13 14  「角川日本地名大辞典」編纂委員会 1989, p. 1508.
3. 1 2 3  名古屋市計画局 1992, p. 234.
4. 1 2 3 4  名古屋市計画局 1992, p. 764.
5. ↑  名古屋市計画局 1992, pp. 764–765.
6. ↑  名古屋市土地区画整理組合等一覧 - 公益財団法人名古屋まちづくり公社. 2020年9月15日閲覧.
7. 1 2 3 4 5 6 7  名古屋市農政緑地局管理部緑地管理課 1996, pp. 32–33.
8. 1 2  名古屋市会事務局 1983, p. 53.
9. ↑  名古屋市農政緑地局管理部緑地管理課 1996, p. 32.
10. 1 2 3  西春日井郡 1923, p. 384.
11. 1 2 3 4 5 6  西春日井郡 1923, p. 327.